# استون ریج (ویرجینیا)
استون ریج (به انگلیسی: Stone Ridge) یک منطقهٔ مسکونی در ایالات متحده آمریکا است که در شهرستان لادن، ویرجینیا واقع شده‌است. استون ریج ۷٬۲۱۴ نفر جمعیت دارد.